# Матусаха Сюнеци
Матусаха (Мафусаил) Сюнеци (арм. Մաթուսաղա Սյունեցի) — армянский поэт, богослов и философ, крупный церковный деятель VII века.

## Биография
О жизни Матусахи известно очень мало. Обучение прошёл в Сюнике. Был одним из влиятельнейших церковных деятелей и богословов своего времени. Степанос Орбелян называет его "великим поэтом и непобедимым философом". В 633 году князь Теодорос Рштуни и армянские нахарары настаивали на том, чтобы католикос Езр взял с собой Матусаху Сюнеци и Иоанна Майрагомеци на церковный собор Карина, для полемических дискуссий против Византийской церкви. Матусаха отказался бросить монастырскую деятельность и участвовать в соборе, однако его учеником Теодоросом Кртенавором  было прочитано его направленное императору Ираклию письмо, отвергающее халкидонство. Это сочинение Матусахи, известное сегодня под названием «Письмо Ираклию», дошло до нас в историческом труде Степаноса Орбеляна. С 634 года — епископ Сюника. Прославился педагогической деятельностью. Умер между 647 и 652 гг..